# Wigsnavelmuisspecht
De wigsnavelmuisspecht (Glyphorynchus spirurus) is een vogel uit de onderfamilie muisspechten (Dendrocolaptinae) en de familie van de ovenvogels.

## Kenmerken
Het vederkleed is olijfbruin met roodbruine vleugels en staart. Ze hebben een stevige, relatief lange snavel, die of recht of iets omlaaggebogen is. Hun roep hoort zich aan als 'tsjief'. De lichaamslengte bedraagt 14 cm.

## Leefwijze
Hun voedsel bestaat uit insecten en andere ongewervelden. Hij laat zich zelden zien. Ze klimmen op zoek naar voedsel in een rechte lijn of spiraalsgewijs langs boomstammen omhoog en controleren alle mogelijke holten en openingen. Hierna zoeken ze de volgende boom op.

## Verspreiding
Deze soort komt voor in vochtige laaglandbossen van Mexico tot in het Amazonebekken en telt 13 ondersoorten:
- G. s. pectoralis: van zuidelijk Mexico tot centraal Panama.
- G. s. subrufescens: oostelijk Panama, westelijk Colombia en noordwestelijk Ecuador.
- G. s. pallidulus: oostelijk Panama en noordwestelijk Colombia.
- G. s. integratus: noordelijk Colombia en westelijk Venezuela.
- G. s. rufigularis: van centraal Colombia en zuidelijk Venezuela tot noordoostelijk Ecuador en noordwestelijk Brazilië.
- G. s. amacurensis: noordoostelijk Venezuela.
- G. s. spirurus: oostelijk Venezuela, de Guyana's en noordelijk Brazilië.
- G. s. coronobscurus: zuidelijk Venezuela.
- G. s. castelnaudii: oostelijk Peru en westelijk Brazilië.
- G. s. albigularis: zuidoostelijk Peru en noordelijk en centraal Bolivia.
- G. s. inornatus: centraal Brazilië.
- G. s. paraensis: noordoostelijk Brazilië bezuiden de Amazonerivier.
- G. s. cuneatus: het oostelijke deel van centraal Brazilië.

## Status
De grootte van de populatie is in 2019 geschat op 0,5-5 miljoen volwassen vogels. Op de Rode lijst van de IUCN heeft deze soort de status niet bedreigd.